# Мужская сборная Таиланда по баскетболу 3×3
Мужская сборная Таиланда по баскетболу 3×3 представляет Таиланд на международных соревнованиях по баскетболу 3×3. Управляющим органом является Баскетбольная ассоциация Таиланда.
По состоянию на 28 августа 2024, мужская сборная Таиланда по баскетболу 3×3 занимает 58-е место в мировом рейтинге ФИБА мужских сборных по баскетболу 3×3.

## Результаты выступлений
| Турнир         | Золото | Серебро | Бронза | Всего |
| -------------- | ------ | ------- | ------ | ----- |
| Чемпионат Азии | —      | —       | —      | —     |
| Азиатские игры | —      | —       | —      | —     |
| Итого          | —      | —       | —      | —     |

### Чемпионат Азии по баскетболу 3x3
| Год           | Место          | Игры           | Победы         | Поражения      | Состав команды                                                               |
| ------------- | -------------- | -------------- | -------------- | -------------- | ---------------------------------------------------------------------------- |
| 2013—2023     | не участвовали | не участвовали | не участвовали | не участвовали | не участвовали                                                               |
| Сингапур 2024 | 5              | 3              | 1              | 2              | Emmanuel Ejesu, Nakorn Jaisanuk, Chanatip Jakrawan, Frederick lee jones Lish |

### Азиатские игры
| Год           | Место | Игры | Победы | Поражения | Состав команды                                                                      |
| ------------- | ----- | ---- | ------ | --------- | ----------------------------------------------------------------------------------- |
| Джакарта 2018 | 4     | 7    | 4      | 3         | Guntapong Korsah-dick, Chanatip Jakrawan, Chatpol Chungyampin, Nithipol Sawathavorn |
| Ханчжоу 2022  | 11    | 5    | 2      | 3         | Emmanuel Ejesu, Pongsakorn Jaimsawad, Witchaya Phithakphawasutthi, Nicola Franco    |